# Valerio Giacomini
Valerio Giacomini (Fagagna, 21 gennaio 1914 – Roma, 6 gennaio 1981) è stato un botanico ed ecologo italiano.
È stato una delle massime personalità scientifiche italiane ed europee, e il principale riferimento di tutta una cultura ecologica, sia per le sue attività basilari nel campo delle biologia e della conservazione della natura (Parchi e riserve), sia per l'autorevolezza e la vastità delle sue concezioni filosofiche e scientifico-umanistiche.

## Biografia
Giacomini nasce a Fagagna (Udine), figlio di Nino e di Maria Patat, ma assai presto la famiglia si trasferisce a Brescia, che diverrà la sua città adottiva. Si laurea quindi con lode in Scienze a Pavia nel (1937), indirizzo biologia. Nel 1939 è all'Istituto botanico di Jena con una borsa di studio. Rientrato nell'Ateneo di Pavia abbraccia la carriera universitaria e nel 1940 è già Assistente ordinario alla cattedra di Botanica.
Arruolato nell'Esercito, dopo l'armistizio è catturato, e, in quanto ufficiale, viene internato in un campo di concentramento in Germania. Ma, essendosi rifiutato di collaborare con le SS all'esecuzione degli ebrei, viene trasferito in un campo di sterminio in Polonia e condannato a morte per inedia. Viene salvato in extremis dalle truppe alleate e ricoverato in un ospedale militare americano nel Luneburgo. Finita la convalescenza torna a Pavia specializzandosi all'inizio nelle briofite, poi nello studio della Fitosociologia, sulle orme di Josias Braun-Blanquet e infine dell'Ecologia.
Nel 1956 è professore ordinario di botanica nell'Università degli Studi di Sassari. Successivamente è nominato direttore degli istituti botanici delle Università degli Studi di Catania, Napoli e Roma, dove si stabilisce definitivamente e dove, dal 1975, ricopre la prima cattedra italiana di Ecologia. Partecipa anche alle trasmissioni scolastiche della Rai TV, impartendo lezioni di Botanica per gli studenti delle scuole medie superiori.
Colpito da un tumore al fegato, muore a Roma all'alba del 6 gennaio 1981, lasciando una vastissima eredità culturale ed un'autentica scuola di pensiero.
È sepolto a Roma, nel Cimitero del Verano.

## Il pensiero e l'opera
Valerio Giacomini ha legato il suo nome a numerose iniziative scientifiche, specialmente di carattere transdisciplinare, fra cui il contenimento della desertificazione del Sahel, il consolidamento delle Pampas argentine e, ultima e più significativa, il programma Man & Biosphere dell'UNESCO, per il quale diresse sia il progetto 8 (Le riserve della biosfera), che il progetto 11 (L'ecosistema urbano di Roma). Assieme al Tomaselli ha introdotto e diffuso in Italia la fitosociologia sin dai primi anni cinquanta, fondando la Società Italiana di Fitosociologia.
Fondamentali sono stati i suoi contributi nella geobotanica, nella cartografia vegetazionale, nell'ecologia teorica e applicata e nel campo della conservazione della natura, per i quali ha ricoperto molteplici e prestigiosi incarichi in campo nazionale e soprattutto internazionale. Gettò inoltre le basi della concezione scientifica del Paesaggio ("il paesaggio è un insieme di ecosistemi ...") anticipando spesso concetti di Ecologia del paesaggio. Fu inoltre presidente di numerosissimi sodalizi scientifici e culturali di elevato livello.
Profondamente cattolico, pressoché apolitico, ma di mentalità estremamente aperta, non fu un evoluzionista pur considerando la Teoria dell'evoluzione come il massimo ed insostituibile strumento di indagine della biologia attuale. Non ebbe mai in simpatia l'ambientalismo e l'ecologismo, anche se ne riconosceva i molti meriti, e avversò sempre la formazione di un partito politico "verde". Difese sempre fermamente il metodo ed il rigore scientifico, coniugandolo spesso con i più profondi valori umani e le più dilatate istanze sociali. Fu l'uomo delle grandi sintesi, delle ampie visioni unificatrici e, al tempo stesso, dei più meditati approfondimenti.
A lui sono stati intitolati i giardini botanici del Parco Nazionale dello Stelvio (Bormio) e dell'Etna, il Rifugio "Valerio Giacomini" presso il Giardino Botanico "Nuova Gussonea" a Catania, nonché un'importante e attiva "Fondazione V.Giacomini", con sede a Gargnano (BS), presso il Parco Regionale dell'Alto Garda Bresciano. La sua biblioteca, di notevole importanza, comprendente oltre 4000 volumi, e i suoi erbari sono oggi conservati presso il Museo di Storia Naturale di Brescia.

## Opere
Le sue pubblicazioni assommano ad oltre 450 opere, fra cui citeremo qui soltanto: "Sillabus Bryophitarum Italicarum" (1946), "La flora", (Ediz. T.C.I., 1958), e la sua ultima opera , pubblicata postuma: "Perché l'ecologia" (Ediz. La Scuola, 1980).
L'unica bibliografia ragionata di V. Giacomini, peraltro non del tutto completa, è stata pubblicata nel 1983 in seno ad un'antologia di suoi testi ("La rivoluzione tolemaica") per l'Editrice "La Scuola" di Brescia.